# Anusin (Mazovie)
Pour les articles homonymes, voir Anusin.
Anusin (prononciation : [aˈnuɕin]) est un village polonais de la gmina de Ciepielów dans le powiat de Lipsko de la voïvodie de Mazovie dans le centre-est de la Pologne.
Il se situe à environ 4 kilomètres au sud de Ciepielów (siège de la gmina), 8 kilomètres au nord-ouest de Lipsko (siège du powiat) et à 119 km au sud de Varsovie (capitale de la Pologne).

## Histoire
De 1975 à 1998, le village appartenait administrativement à la voïvodie de Radom.